# الثقافة الماليزية

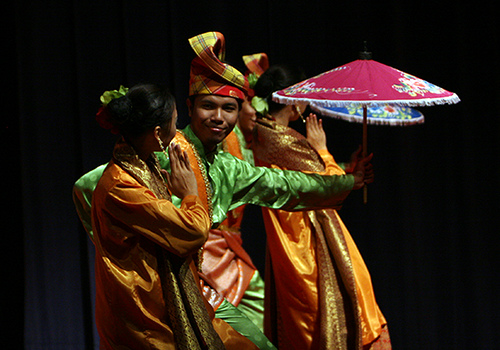

الثقافة الماليزية، تتمثل في الثقافات المتعددة من مختلف الناس في ماليزيا.
أول الأشخاص الذين عاشوا في المنطقة هم القبائل الأصليين الذين لا يزالون موجودين وتبعهم المالاويين الذين انتقلوا لها من قارة آسيا في العصور القديمة. بدأ تأثير الثقافة الهندية والصينية مع بداية التجارة مع تلك الدول وازداد تأثيرها مع الهجرة إلى ماليزيا، والثقافات الأخرى التي أثرت تأثيرًا كبيرًا على ماليزيا تشمل الفارسية والعربية والبريطانية. الأعراق المختلفة الموجودة حالياً في ماليزيا تحظى بهويتها الثقافية المتميزة والفريدة والخاصة بها مع بعض التداخل مع الثقافات الأخرى.
الفنون والموسيقى لديها تقاليد عريقة في ماليزيا ويعود تاريخ الفن الماليزي إلى السلطنات الماليزية، ويتمركز الفن التقليدي في مجالات النحت وصياغة الفضة والحياكة. قيدت المحظورات الإسلامية الأعمال الفنية التي تصور البشر حتى منتصف القرن العشرين، كما تعتبر عروض فنون الأداء ومسرحيات دمى الظل شائعة في ماليزيا وغالباً ما تُظهر التأثير الهندي .كما يمكننا أن نرى التأثير المتعدد من الثقافات الفردية ومن البلدان الأخرى في الهندسة المعمارية في ماليزيا، وقد تم بناء مباني ضخمة عديدة في ماليزيا ومنها مبنى أطول برجي توأم في العالم التي تسمى بأبراج بيتروناس التوأم.
تعددت أصول الموسيقى الماليزية ولكنها تستند بشكل كبير على الآلات الإيقاعية . وكان الأدب الماليزي يتمركز حول الملاحم الهندية حتى وقت قريب، كما ظل على حاله وتوسع في العقود الأخيرة حتى بعد دخول الماليزيين للأسلام، وظل الأدب الأنجليزي محدود على الفئة العليا حتى وصول المطابع، وبدأ ظهور الأدب الصيني والهندي محليا في القرن التاسع عشر.
المطبخ الماليزي غالبا ما ينقسم إلى سلالات عرقية، ولكن بعض الأطباق الموجودة حاليا هي عبارة عن مزيج من مختلف الأعراق. جميع الجماعات الدينية الرئيسية لديها أيام مقدسة رئيسية والمعلن عنها كعطل رسمية، وتختلف العطل الرسمية من ولاية إلى أخرى ولكن الأكثر انتشاراً هو يوم الميرديكا الذي يحتفل فيه الناس باستقلال ماليزيا وعلى الرغم من أن المهرجانات غالباً ما تنتمي إلى أساس عرقي محدد، إلا أنه يُحتفل بها من جميع الناس في ماليزيا.
تعتبر الرياضات التقليدية منتشرة في ماليزيا، حيث أنه أصبح لها قوة في المنافسات الرياضية العالمية مثل رياضة تنس الريشة. استضافت ماليزيا دورة ألعاب الكومنولث في عام 1998, وقد أشتهرت أول دورة ألعاب الكومنولث في بلدان أخرى أكثر من إنجلترا والبلد المضيف.
اتخذت الحكومة الماليزية خطوة للتعريف بالثقافة الماليزية من خلال "1971 سياسة الثقافة الوطنية"، والتي تُعرِّف بما يعتبر أنه ثقافة رسمية، وتوطيده في ثقافة الماليزيين ودمج التأثير الإسلامي. أدى ذلك إلى التأثير على اللغة؛ لذلك تعتبر النصوص الماليزية فقط هي النصوص الثقافية الرسمية، كما تعتبر سيطرة الحكومة على وسائل الإعلام قوية، ومعظم وسائل الإعلام مرتبطة بالحكومة بطريقة أو بأخرى.
خلفية ن ماليزيا من منطقتين جغرافيتين متميزتين: وهي شبه الجزيرة الماليزية وشرق ماليزيا. تشكلت ماليزيا عندما اندمج اتحاد ماليزيا مع بورنيو الشمالية (ولاية الصباح حالياً)، وسراوق، وسنغافورة (وقد انفصلت في 1965) في عام 1963، ولا تزال الاختلافات الثقافية بين شبه الجزيرة وشرق ماليزيا باقية حتى الآن. خلال تشكل ماليزيا، كانت السلطة الإدارية تناط في بريكاتان (في وقت لاحق باريسان الوطني) ائتلاف ثلاثة أحزاب سياسية على أساس عنصري، وهي منظمة الملايو الوطنية المتحدة (UMNO)، الجمعية الصينية الماليزية (MCA)، والمؤتمر الهندى الماليزي (MIC) وقد سيطرت منظمة مالايو الوطنية المتحدة على التحالف منذ إنشائها. يضمن دستور ماليزيا حرية الدين على الرغم من أن الإسلام هو الدين الرسمي للدولة.

## الهندسة المعمارية
الهندسة المعمارية في ماليزيا هي مزيج من العديد من الطرازات، فمن الطراز الإسلامي والصيني إلى الطراز الذي نُقل هناك من المستعمرين الأوروبيين.وقد تغيرت الهندسة المعمارية نظراً لهذه التأثيرات فالمنازل في شمال ماليزيا مماثلة لتلك التي في تايلاند، بينما المنازل التي في الجنوب مماثلة لتلك التي في جاوة كما نقل الأوروبيين مواد البناء الجديدة كالزجاج والمسامير. يتم بناء المنازل بما يناسب ظروف البيئة الاستوائية حيث يرتكز بناءها على الأسقف العالية والنوافذ الكبيرة مما يسمع بتدفق الهواء في المنزل وتبريده. ويعتبر الخشب هو مادة البناء الأساسية في التاريخ الماليزي حيث تم استخدامه في جميع المباني من منازل الكامبونج البسيطة إلى القصور الملكية فالمنازل التقليدية في نكري سمبيلن خالية تماما من المسامير. وبالإضافة إلى الخشب، أيضا تم استخدام مواد شايعة أخرى مثل الخيزران والأوراق. فقد بُني قصر إستانا كينغن في كوالا كانغسار في عام 1926، وهو القصر الملايو الوحيد بالجدران الخيزرانية يعيش قبائل الأورال آسل في شرق ماليزيا في المنازل الطويلة والقرى المائية فالمنازل الطويلة عالية وعلى ركائز متينة ويمكن أن تأوي من 20 إلى 100 أسرة والقرى المائية أيضا تبنى على ركائز متينة وتتصل المنازل فيها ببعضها البعض بألواح خشبية ويتم التنقل فيها بالقوارب.
أما بالنسبة للهندسة الممعمارية الصينية فتنقسم إلى نوعين: النوع التقليدي وما يسمى بـ بابا نيونا تتميز منازل البابا نيونا بالقرميد الملون والباحات الداخلية الكبيرة.
جاءت العمارة الهندية مع الهنود الماليزيين، وهي تعكس الهندسة المعمارية في جنوب الهند حيث نشأت هناك بالإضافة إلى بعض عمارة السيخ. وتمتلك ملاكا التي كانت المركز التقليدي للتجارة تعدداً كبيراً في أساليب البناء والمباني الخشبية الكبيرة مثل قصر السلطان منصور شاه موجودة من عصور مبكرة.
يمكن رؤية التأثير الصيني في المعابد المزينة بالألوان الزاهية وسلسلة متاجر المنازل. أكبر بناء برتغالي باقي في ملاكا هو إي فاموسا فورت وتتضمن المباني المستعمرة الأخرى مباني ستادثوز الهولندية ومباني مدينة الطوب الهولندية المستعمرة.تختلف أشكال وأحجام المنازل من ولاية إلى أخرى تشمل الأشكال الشائعة في شبه جزيرة ماليزيا الأسقف المنحدرة والعالية، والشرفات، ورفعت على ركائز متينة للتهوية. الأعمال الخشبية في المنازل غالباً ماتكون منحوتة بشكل معقد وتختلف مستويات الطوابق اعتماداً على وظيفتها. ارتكزت المساجد تقليدياً على الهندسة الجاوية. في العصر الحديث، نمّت الحكومة مشاريع مختلفة، فمن أطول برجي توأم في العالم أبراج بتروناس التوأم، إلى بوتراجايا مدينة الحديقة الكاملة. طورت الشركات الماليزية تصاميم ناطحات السحاب التي تتناسب على وجه الخصوص مع المناخات الاستوائية.

## المطبخ
يعكس المطبخ الماليزي تركيبة السكان متعددة الأعراق ويعرف بتنوعه حيث أثرت العديد من الثقافات من ماليزيا والمناطق المحيطة بها إلى حد كبير على المطبخ الماليزي، وقد كان التأثير الأكبر عليه من المطابخ الملاوية والصينية والهندية والتايلاندية والجاوية، والسومطرية والكثير من هذا يرجع إلى ماليزيا كونها جزءاً من مسار التوابل القديمة المطبخ الماليزي يشبه إلى حد كبير المطبخ السنغافوري والبروناوي، بينما لا يشبه المطبخ الفلبينيالولايات المختلفة في ماليزيا لديها أطباق متعددة، وغالبا ما يكون الطعام في ماليزيا يختلف عن الأطباق الأصلية.
في بعض الأحيان يتم استخدام الطعام الذي لا يوجد في الثقافة الأصلية في ثقافة الأخرى؛ على سبيل المثال، المطاعم الصينية في ماليزيا غالبا ما تقدم أطباق ماليزية. أيضا في بعض الأحيان يتم طبخ طعام من ثقافة محددة ولكن بأسلوب مأخوذ من ثقافة أخرى. وعلى الرغم من أن العديد من الأطباق الماليزية نشأت من ثقافة أخرى، إلا ان لديهم هويتهم الخاصة بهم. غالباً ما يختلف الطعام في ماليزيا عن الأطباق الأصلية فعلى سبيل المثال، الطعام الصيني غالبا ما يكون ألذ بالطريقة الماليزية أكثر من الأصلية. البيراناكانسيين والصينيين الذين انتقلوا إلى ماليزيا منذ قرون، لديهم مطبخهم المميز الخاص بهم حيث يتم طهي المكونات المالاوية على الطريقة الصينية.
خلال مأدبة العشاء لا يتم تقديم الطعام على مراحل، بل جميعه مرة واحدة ويعتبر الأرز شائعاً في العديد من الأطباق الماليزية وعادة ما يُعثَر على الفلفل في الأطباق الماليزية على الرغم من أنه لا يجعلها حارة. وأيضا تعتبر المعكرونة شائعة في المطبخ الماليزي. يندر استخدام لحم الخنزير في ماليزيا نظرا لعدد السكان المسلمين الكبير فيها. يرتبط الطعام ببعض الاحتفالات وغالبا ما يتم تناول كعك القمر في مهرجان كعك القمر.